# Elizabeth Stroutová
Elizabeth Stroutová (* 6. ledna 1956, Portland) je americká spisovatelka. Za svůj román Olive Kitteridgeová získala roku 2009 Pulitzerovu cenu za prózu. Kniha byla bestsellerem, do května 2017 se prodalo více než milion výtisků. Byl podle ní natočen též televizní seriál s Frances McDormandovou v hlavní roli, který získal cenu Emmy. Typické je, že řadou jejích knih procházejí stejné postavy a knihy jsou tak spolu propojené.
Vyrostla v Portlandu ve státě Maine a její zážitky z mládí jí posloužily jako inspirace pro její romány – fiktivní městečko "Shirley Falls, Maine" je dějištěm čtyř z jejích devíti románů. Vystudovala práva na Syracuské univerzitě, absolvovala roku 1982. Ve stejném roce jí vyšla první povídka, v časopise New Letters. Roku 1998 vydala svou první knihu Amy and Isabelle a ihned se dočkala úspěchu. Kniha byla i zfilmována, s Elisabeth Shueovou v hlavní roli.
Stroutová je vdaná za bývalého generálního prokurátora státu Maine Jamese Tierneyho.

### Česky vyšlo (první vydání):
- Olive Kitteridgeová, Jota 2010 (překlad Libuše Čižmárová)
- Burgessovi chlapci, Motto 2017 (překlad Marcela Nejedlá)
- Jmenuji se Lucy Bartonová, Motto 2017 (překlad Marcela Nejedlá)
- Všechno je možné, Motto 2017 (překlad Marcela Nejedlá)
- Olive Kitteridgeová je zpět, Jota 2021 (překlad Radka Klimičková)